# Quijorna
Quijorna er en by og kommune i det centrale Spanien i Madrid-regionen. Den har et indbyggertal på 4.001 (2024) indbyggere.